# Halocosa
Halocosa Azarkina & Trilikauskas, 2019 è un genere di ragni appartenente alla famiglia Lycosidae.

## Distribuzione
Le tre specie sono state rinvenute in Asia centrale, Russia, Ucraina e Cina: la specie dall'areale più vasto è la H. cereipes, rinvenuta in Ucraina, Russia (Russia europea, Caucaso e Siberia occidentale), Azerbaigian, Iran, Kazakistan, Asia centrale.

## Tassonomia
Le caratteristiche di questo genere sono state descritte a seguito dell'analisi di esemplari di Lycosa cereipes L. Koch, 1878.
Non sono stati esaminati esemplari di questo genere dal 2019.
Attualmente, a dicembre 2021, si compone di 3 specie:
- Halocosa cereipes (L. Koch, 1878)[2] — Ucraina, Russia (Russia europea, Caucaso e Siberia occidentale), Azerbaigian, Iran, Kazakistan, Asia centrale
- Halocosa hatanensis (Urita, Tang & Song, 1993) — Cina
- Halocosa jartica (Urita, Tang & Song, 1993) — Cina

### Sinonimi
- Halocosa apsheronica Marusik, Guseinov & Koponen, 2003; posta in sinonimia con H. cereipes (L. Koch, 1878) a seguito di un lavoro di Azarkina e Trilikauskas del 2019, dopo essere stata trasferita dal genere Evippa[1].